# Lijst van nationale parken in Dominica
Hieronder volgt een lijst van nationale parken in Dominica:
| Naam                                                     | Oppervlakte (ha) | Stichtingsjaar | Foto |
| -------------------------------------------------------- | ---------------- | -------------- | ---- |
| Nationaal park Cabrits                                   | 21489            | 1987           |      |
| Morne Diablotin National Park                            | 3336             | 2000           |      |
| Nationaal park Morne Trois Pitons (Unesco-Werelderfgoed) | 6879,8           | 1975           |      |